# Устав Кнежевине Србије из 1835.
Устав Кнежевине Србије (у некадашњој транскрипцији слсрп. Уставъ Княжества Сербїе), познат и као Сретењски устав, први је устав Кнежевине Србије, донет у Крагујевцу 1835. године. Саставио га је политичар и дипломата Димитрије Давидовић. Уставом је извршена подела власти на законодавну, извршну и судску, што се и данас сматра стандардом демократије и уставности. Власт чине кнез, државни совјет и народна скупштина. У данашње време, ова подела одговарала би председнику, влади и народној скупштини. Уставом је одређено да кнез и државни совјет деле извршну власт. Прокламована су права и слободе грађана, као што су: неприкосновеност личности, независност судства и право на законито суђење, слобода кретања и настањивања, неповредивост стана, право на избор занимања, равноправност грађана, без обзира на веру и националност. Уставом су укинути ропство и феудални односи.
Иако је донет од Велике народне скупштине и заклетвом потврђен од кнеза Милоша Обреновића устав је суспендован након свега 55 дана под притиском великих феудалних сила (Турске, Русије и Аустрије). Данас се оригинал Сретењског устава, који повезао и укоричио Глигорије Возаровић, чува у Архиву Србије. У Србији, 15. и 16. фебруар се прослављају као Дан државности.

## Позадина

### Прва уставна акта
Устанички рат или ослободилачки рат започео је прво као локална буна против узурпатора Дахија 1804. године након збора на Сретење у Орашцу на којем је за вођу изабран Ђорђе Петровић Карађорђе. Убрзо, ова буна од 1806. године прераста после сукоба са османском царском војском у националну револуцију за ослобођење. Уз помоћ Руског царства које је ушла у рат против Османског царства устаници су очували слободну територију на коју су створили своју државу, створивши органе управе међу којим је најважније био Правитељствујушчи совјет - управно тело састављено од народних старешина, на чијем челу се налазио Карађорђе. Током Првог српског устанка израђена су три уставна акта. Први 1805. године, други 1808. и последњи 1811. године. Акт од 14. децембра 1808. године представља први писан и формални акт самосталног организовања Србије. Овим актом формално се укида нахијска и старешинска самоуправа и успоставља централистички систем управе. Пошто је био прихваћен само од Карађорђа и Правитељствујшчег совјета а није потврђен на скупштини овај акт није ступио на снагу. На Београдској скупштини 11. јануара 1811. године издат је акт о Правитељствујушчем совјету. Совјет је реорганизован, односно подељен на два дела. Шесторица чланова били су попечитељи (министри), а сви остали с министром правде чинили су Велики вилајетски суд. Сви они скупа чинили су владу земаљску и законодавно тело. У суштини, све три власти, у то ратно време, законодавна, судска и управна, биле су сконцентрисане у Карађорђевим рукама. Уређење на скупштини из 1811. године постојало је до пропасти Србије октобра 1813. године. Због напада Наполеона на Русију, Руси су са Турском 1812. године склопили, по Србе неповољан, Букурештански мир, који су устаници одбили. То је био повод да султан лета 1813. године пошаље велику војску на Србију и нападајући је из свих праваца угуши устанак. Већ априла 1815. године у Такову је подигнут Други српски устанак под вођством Милоша Обреновића који је после неколико месеци успешног ратовања склопио мир који је усменим договором гарантовао мањи степен аутономије. Ту самоуправу он је мудром политиком стално увећавао користећи слабљење Османског царства и јачање Русије после Бечког конгреса 1815. године.

### Аутономија
Раздобље мешовите српско-турске управе које трајало је од 1815. до 1830. године обележило је постепено потискивање турских органа власти и концентрацију власти у рукама Милоша Обреновића. Турске органе власти представљали су београдски паша или везир, кадија и муселима, док су српске органе представљали врховни кнез Србије, Народна канцеларија, нахијски и кнежински кнезови и сеоски кметови, а од 1820. године оснивају се посебни српски судови. Октобра 1826. године, Османско царство, притиснуто захтевом новог руског цара, било је принуђено да прихвати закључење тзв. Акерманске конвенције. Петим чланом ове конвенције било је утврђено да ће Порта одмах извршити одредбе, односну осму тачку Букурешког мира, која се тиче српског народа. Порта није извршила одредбе Акерманске конвенције. После руско-турског рата, закључен је средином септембра 1829. године у Једрену руско-турски мировни уговор. Шестом тачком Једренског уговора Порта се обавезала да ће без одлагања испунити пети члан Акерманске конвенције, који се тиче Србије. Хатишериф из 1829. године стигао је у Крагујевац 11. децембра, а прочитан је у Београду 14. децембра. Значај овог документа је у томе што султан писмено обећава да ће испунити захтеве Срба. Припреме, преговоре и коначно усвајање Хатишерифа из 1830. године трајали су читавих годину дана, у чему је значајну и сложену улогу имао Димитрије Давидовић. Српски захтеви из 1820. и Давидовићев мемоар из 1829. године чинили су основу пројекта хатишерифа предатог Порти. Након пуно натезања и бројних контрапројеката, коначни текст документа поднет је султану на потпис 15. октобра, а беглички ефендија предао је 20. октобра копију српским депутатима. Свечано читање Хатишерифа и Берата на турском 12, на српском 13. децембра обављено је на Ташмајдану уз присуство кнеза, Народне скупштине, бројних чиновника и око 3 хиљаде знатижељника. Хатишериф и Берат дали су Србији аутономију и уређивали њене односе према Османском царству. Србија је стекла статус Кнежевине са наследним кнезом у породици Обреновић. Осим слободе вере и трговине, добила је право увођења разних институција. Давидовић се потом посебно ангажовао на добијању Хатишерифа из 1833. године, којим је заокружен процес стицања аутономије. Одредбама из Хатишерифа Србија је имала право како на своју независну унутрашњу управу, односно на своје управне и судске органе, тако и на своју војску. Кнез Милош је, јачањем централне власти, успешно сузбијао поједине самовољне старешине које су биле за враћање „турског феудалног система" и успостављање спахилука и зијамета с домаћим власницима.

## Милетина буна
Одсуство државног уређења и суда у Србији се веома осећало, повећавао се број понижених чиновника, који су бивали и батинани, обесправљених трговаца и старешина, који више нису били спремни да трпе понашање кнеза Милоша и његових најближих сарадника. Осим тога, Милош је и даље избегавао да организује Савет што је по хатишерифу из 1830. био обавезан да учини. Упркос томе што је формално ослободио сељаке феудалних односа, кнез Милош је ипак задржао поједине феудалне обавезе, што ће га мало касније умало коштати владавине. О оваквом стању најбоље сведочи писмо кнезу Милошу упућено од списатеља Вука Караџића по одласку из Србије, 1832. године, у којем оштро критикује Милошев начин владања, и које делом гласи:
Опет на кратко да кажем: с владањем ваше светлости тамо нико није задовољан, ама баш нико, осим ваша два сина, а и они да су мало старији, можебити да би били незадовољни...1. Ваљало би народу дати правицу, или, као што се у Европи говори, конштитуцију... да се одреди начин правитељства и правитељство да се постави... да се сваком човеку осигура живот, имање и чест, да свак свој посао који никог није на штету, може радити по својој вољи и по својој вољи живети; да сваки човек зна, шта му је чинити, да се не боји нити вас, нити иког другог, да нико никога не може на силу натерати да га служи... Данас у Србији правитељства, у правоме смислу ове речи, нема никаквог, него сте правитељство ви сами; када сте ви у Крагујевцу, и правитељство је у Крагујевцу; када сте ви у Пожаревцу, и оно је у Пожаревцу; када сте ви у Топчидеру, и оно је у Топчидеру, када сте ви на путу, и оно је на путу...
Осећајући узнемиреност старешина и народних маса, кнез је на заседању Скупштине 1. фебруара 1834. обећао значајне законодавне и административне реформе. Дао је и један нацрт устава, а пре његове израде је поставио пет министара. За министра правде и просвете поставио је Лазара Теодоровића, за министра унутрашњих дела Ђорђа Протића, за министра финансија Коцу Марковића, за министра војске Тому Вучића Перишића и за министра иностраних дела Димитрија Давидовића. Међутим, никаквом уредбом им није одредио њихове дужности. Како је Милош и даље наставио да се понаша као и раније, његови противници су сматрали да се он једино може уразумити ако се јасно покаже народни бунт. Тако је почела да се против кнеза спрема завера, у његовој ужој и широј околини.
Почетком јануара 1835. године, у Крушевцу, у кући Стојана Симића је скован договор опозиционара од стране Милосава Здравковића Ресавца, Милете Радојковића, Ђорђа Протића, Милутина Петровића Ере (брата Хајдук Вељка) и Аврама Петронијевића. Тајни договор, који су опозиционари постигли подразумевао је постављање захтева кнезу Милошу кад се састане Скупштина, као и насилна средства у случају ако одбије њихове захтеве. Једни су на састанку предлагали да се убије, други да се збаци и протера, међутим, превладао је став Милете Радојковића, по коме је буна и добила име – Милетина буна, да се власт кнеза Милоша ограничи уставом, укине кулук, омогући народу право на употребу шуме и оно најважније за обесправљене трговце, укине монопол на трговину.
Када је дошло време за акцију, Симић је повео мало људи из Крушевца, док остали нису успели да окупе никог иза себе. Једино је Милета Радојковић повео велики број људи из Јагодине за Крагујевац. Када су револуционари стигли надомак Крагујевца, сачекао их је окупљен народ коме је Петронијевић одржао запаљив говор оптужујући кнеза Милоша да се понаша као паша који повећава порезе и намете народу као да је држава његова баштина. У сусрет револуционарима кренуо је Тома Вучић Перишић, који је стао у одбрану кнеза Милоша, али је војску од 150 коњаника оставио на старање капетану Петру Туцаковићу, избегавајући сукоб док не сазна разлоге за побуну. У међувремену, побуњеници су у Крагујевцу предлагали да се нападне Пожаревац где се кнез Милош налазио, али Милета је и даље остао при томе да се кнежева власт ограничи. Вучић је пристао да буде посредник и пренео вести кнезу, који је чак помишљао и на бекство. Милош се одлучио, највероватније по Вучићевом наговору, да постигне коначан договор са вођама народне побуне. Заплашен овом буном, он је након састанка одлучио да изда устав и да установи Државни савет. Израду устава је поверио Димитрију Давидовићу, а Скупштину је сазвао за 2/14. фебруар 1835. године.

## Устав
Устав је израдио Давидовић по угледу на француски устав из 1791. и уставне повеље од 1814. и 1830, и белгијски устав од 1831. године. У „Новинама србским" број 15 од 25. априла 1835. године дао је кратак преглед Устава САД-а. Сковао је нови термин устав који је заменио дотадашњу туђицу конштитуција. Он је овај појам повезао с глаголом - уставити, да се једним нарочитим законом зауздава врховна власт. Давидовић је у полунезависној кнежевини на врло слободоуман начин саставио највиши правни акт на либералном устројству. Устав је био подељен на 14 глава и 142 члана. У другој глави, 3. и 4. чланом, били су одређени грб и застава Србије, што једна вазална земља не би смела да има. Застава је била „отворено-црвена, бјела и челикасто-угасита“.
Уставом је подељена власт на законодавну, извршну и судску. Законодавна и извршна власт су припадале кнезу и Државном савету, а судска независним судовима. Извршну власт је чинило шест министара, а председник Савета је председавао и министарским седницама. Кнез је имао право да по чл. 14. двапут одбије предлог неког закона, али ако би и трећи пут био изгласан, он је морао да га прихвати под условом „да не иде на погубу народа, или противу Устава државнога“. Члан 14. представља модификацију сличног члана из француског револуционарног устава из 1791. У глави VII Устав је предвидео да судство буде подељено на три институције: окружне судове, Велики суд (апелациони) и једно одељење Државног савета, као суд трећег и највишег степена. Устав у начелу проглашава поделу власти на извршну, законодавну и судску али није доследно спроведено. У чл. 79. предвиђено је да се у целој земљи суди по јединственом законику (на скупштини, кнез Милош најавио је народу да ће бити донет грађански законик). У чл. 80. описана су права и дужности судија, који је предвиђао потпуну независност судија од било какве власти.
У глави VIII Народној скупштини дата су права да одређује годишњи данак, да са Саветом бира новог кнеза и да се без њеног одобрења не може повисити кнежева годишња плата, док се без кнежеве сагласности она не може смањити. Скупштина је имала буџетско право, које је предвиђало да се никакви порези, намети и задужења државе не могу остварити без њеног одобрења. У каснијем периоду из овог ће се развити представнички систем и парламентарна владавина у Европи. Пореско право представничког тела, уређено у Magnа cartа libertatum из 1215. године, која је била на снази само 2 и по месеца, постало је општеприхваћени уставни принцип тек крајем 19. века, а било је прихваћено у овом уставу. Попут начела у англосаксонском праву "no taxation without representation" (нема опорезивања без народних представника) из 1768. године, у Сретењском уставу је уређено буџетско право Народне скупштине. Чланом 85. било је предвиђено редовно заседање Скупштине почетком маја (на Ђурђевдан), на кнежев позив, а зависно од потребе могла је бити сазивана и више пута годишње. Овим уставом предвиђено је да Скупштина броји 100 чланова, а народни посланик није смео да буде млађи од 30 година. Није предвиђен начин бирања народних посланика, изузев констатације да они морају бити ”најодабранији, најразумнији, најпоштенији и повјереније народно у највећем степену заслужујући депутата из свију окружија и свега Књажества Сербије”, док је све остало препуштено посебном закону. 
Одредбе у глави XI о општенародним правима донесене су ради заштите појединца од апсолутистичке власти. Члан 111. је предвиђао једнакост свих пред законом, а у чл. 112. установљено је да се нико не сме гонити, ни затварати, ни бити осуђен без надлежног суда и мимо закона. Осим тога, члан 113. је прописао да се сваком затворенику најдаље након три дана морало бити саопштено зашто је затворен и он је морао бити испитан, а члан 115. је предвиђао да је судити могао само надлежни суд, док је члан 114. гарантовао да ником не може бити двапут суђено за исту кривицу. Члан 119. гарантовао је да је приватна имовина неприкосновена и ... „Ко се покуси својевољно дирнути у туђе добро и имање, и или присвоити га, или окрњити, онај ће се сматрати за нарушитеља обштенародне безбједности, био он ко му драго и од куд му драго“. Међутим, једну од најважнијих одредби и за светску правну историју прописао је Члан 118. којим је забрањено ропство, наводећи да роб без обзира да ли је дошао сам или са неким, ступањем на тле Србије постаје слободан човек. Овим уставом је била успостављена и слобода вероисповести, где је чл. 97. осигуравао безбедност и заштиту државе свим својим грађанима, без обзира које вере они били. Један од последњих феудалних остатака - кулук, укинут је чл. 124 који прописује да у случају потребе за јавним радовима, државна је дужна да грађанима плати „пристојну надницу".
На Сретење, 2. фебруара 1835. године, по новом календару 15. фебруара, на кнежевим ливадама у Крагујевцу и уз присуство 2,5 хиљада учесника и 10 хиљада знатижељног света донесен је свечано Устав, након чега је кнез понет од масе света на рукама, а док је гласање претходно вршено по окрузима без главног претреса. Сутрадан, Устав је прочитан и објављен на свечан начин, уз заставе и свечану музику, кнежеву коњичку и пешачку гарду и уз присуство државног врха и посланика, а увече је приређен ватромет и одржана позоришна представа. Тада је у пренамењеним просторијама крагујевачке Типографије, приказао Јоаким Вујић свој позоришни комад Фернандо и Јарика, према делу Карла Екартсхаузена. Оригинални примерак устава повезао је и укоричио Глигорије Возаровић (1790—1848), први књиговезац, књижар и библиотекар у Књажеству Србији, а од 1901. године чува се у Архиву Србије. Устав је одштампан у Књажевско-државној типографији у Крагујевцу у чак 10.000 примерака, раздељен је депутатима посланицима Сретењске скупштине и послат по примерак свим установама.
На основу новог Устава постављена су и петорица министара: за министра правде Лазар Теодоровић, за министра унутрашњих дела и за министра просвете Димитрије Давидовић, за министра иностраних послова Аврам Петронијевић, за министра финансија Алекса Симић и за министра војног Милета Радојковић. У Државни савет су ушли: Коца Марковић (председник Савета), Јосиф Милосављевић, Тома Вучић Перишић, Милосав Здравковић Ресавац, Михаило Герман, Ђорђе Протић и Ранко Мајсторовић. Колико је кнез Милош био одушевљен уставом најбоље сведоче његове речи упућене самом уставописцу:
Давидовићу, Давидовићу све што си до сад пискарао, данас си печатао.

## Исход Устава
Устав је био на снази дефакто 14, а дејуре 55 дана. У народу је овај устав изузетно добро примљен, а „Новине србске“ су писале да је кнез потписао „срећу Србије“. Међутим, овај либералан устав је убрзо изазвао протесте у Русији и Турској царевини, које нису ни имале своје уставе. Највеће европске империје Русија, Турска, Аустрија, Пруска, као и многе мање земље, у то доба, још немају уставе, нити их у догледно време доносе. У Аустријском царству је убрзо завладао страх да и њени поданици не затраже устав по угледу на њене суседе. Један од главних проблема је представљала и застава која је имала исте боје као и француска. Руски посланик у Цариграду Бутењев је изјавио да је „Србија у бездан пропала због француско-швајцарске конституције“, а члан Порте за инострана дела назвао га „заразителном конституцијом“. Аустријски посланик на Порти га у једном писму кнезу Метерниху означава као једну од највећих заблуда овога века, међутим, став бечких дворских кругова о овом уставу ипак најбоље илуструје текст објављен, 20. септембра 1835, у аугзбуршким Општим новинама (Allgemaine Zeitung) где се наводи „... за Србију нису слободоумне уредбе, попут оних у француском уставу, већ је само требало обезбедити личност, имање и част... и то што је кнезу ограничено право вета за поједине законе, те да му је требало бити дозвољено да може да одбије који год хоће закон и да по свом нахођењу уклања државне чиновнике“. Све ове три силе су се сложиле да је устав републикански и револуционаран и против њиховог феудалног поретка.
Под притиском Турске, Русије и Аустрије кнез га је нерадо суспендовао бранећи право Србије да се самостално уставно организује, иако владару није био по вољи.
Критике и притисци на Србију су отпочеле истог тренутка од доношења устава. Међутим, кнез Милош се и није много супротстављао страним притисцима, који су му ишли на руку. Уз изговор да се мора удовољити страним силама, Милош је у кратком року разрешио све министре. Први су смењени, Милета Радојковић и Димитрије Давидовић, 16. марта 1835. а до краја месеца и сви остали, чиме је први и слободарски устав неславно завршио и стављен ван снаге. Давидовић је после тврдио да је чедо, мислећи на устав, уморено још док је било у колевци. Сретењски устав је био на снази две седмице, односно до почетка марта, када је привремено, а 11. априла 1835. године коначно укинут. Имајући у виду да је устав највиши правни акт једне државе, а да је Србија тада била вазална кнежевина Османског царства, Порта се противила њеном доношењу. Аустрија је такође била против устава, јер га ни сама није имала. Русија је доношење устава прокоментарисала као „француски расад у турској шуми” (Бутељев). Под иностраним притиском кнез Милош је, не жалећи, укинуо устав.
У литератури наилазимо на различите расправе, неки сматрају да „период уставности Србије“ почиње још доношењем правних аката 1808. и 1811. године. Једни су мишљења да је Сретењски Устав заиста био Устав (Ст. Новаковић и Р. Љушић), док са друге стране имамо мишљенике да се сретењски документ не може по теоријскоправном смислу назвати првим српским Уставом (Р. Митровић). 
Проф. др Сима Аврамовић је у свом делу „175 година од доношења Сретењског Устава“ изнео правноисторијске чињенице и одговорио на питање да ли је Сретењски Устав био Устав. Проф. др Сима Аврамовић је мишљења да је Устав „и по својој форми, а и по садржини, несумњиво имао све особине које су одликовале немногобројне уставе у првој половини XIX века, уколико су уопште постојали у појединим државама. Историјски приступ подразумева да се, приликом класификовања неког феномена, на њега не примењују стриктно критеријуми каснијих времена (али, ни да се у давним појавама, на прилично натегнут начин, препознају каснији правни концепти, што је друга крајност)."   
У свом делу је, такође, изнео и поређење Magna Carta Libertatum са Сретењским Уставом, износећи мишљење да, ако се Сретењски Устав не сматра првим српским Уставом, онда се у питање доводи уставност Велике повеље слободе (и један и други Устав су имали сличну садржину).
„Чак и да га је донео само кнез (јер, много је дискусија изазвало питање да ли је Сретењски био октроисан), то не би битно мењало његов карактер, с обзиром на то да су такви били неки уставни акти и у другим државама (државицама) тог доба, попут онога из Виртемберга. Често се Сретењском уставу оспорава и то што је важио тек неколико недеља (Magna carta из 1215. важила је једва три месеца), али је још гору судбину пре њега доживео француски монтањарски Устав из 1793. године, чији доносиоци такође нису имали фактичку снагу да га одрже у животу.“    
На самом крају, проф. др Сима Аврамовић закључује „све у свему, звали га првим српским уставом или не, нема сумње да је сретењски документ засновао српску уставност.“  
Из свега наведеног, можемо закључити да је Сретењски Устав био корен уставности Србије. Томе у корист иде и чињеница да се чак и 185 година након његовог доношења, и даље полемише да ли је он Устав или не.

## Значај
Сретењски устав је први модерни српски устав. У њему су изражене потребе српског друштва: национална еманципација, разбијање феудалних установа и аутократске владавине. Устав је рађен по узору на француске уставне повеље од 1814. и 1830. и белгијски устав од 1831. године. Сретењски устав је такође један од првих демократских устава у Европи.